# Lamberto Bartolucci (architetto)
Lamberto Bartolucci (Pisa, 18 novembre 1914 – Pisa, 10 gennaio 1963) è stato un architetto italiano.

## Biografia

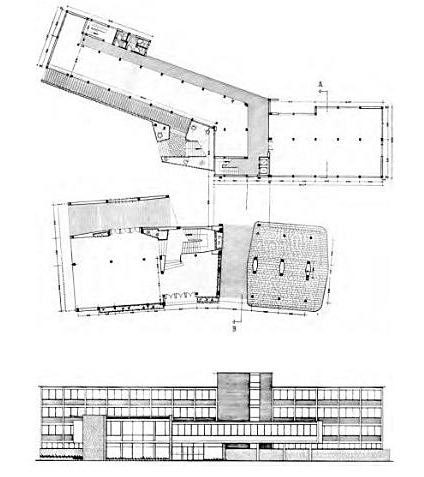
Progetto del palazzo per gli uffici di Larderello

Studia presso la Facoltà di Architettura di Firenze e si laurea con una tesi di progettazione urbanistica e architettura il 28 aprile del 1947. Durante gli studi conoscerà l'architetto Giovanni Michelucci, allora docente universitario della facoltà di architettura.
In seguito si trasferisce come assistente presso la facoltà di ingegneria a Pisa.
Durante la seconda guerra mondiale viene fatto prigioniero in Germania e nel dopoguerra fa parte della Commissione edilizia del Comune di Pisa come rappresentante dell'Ordine degli architetti.
Inizia la sua carriera professionale vincendo tre concorsi di architettura di cui due nazionali.
Predilige improntare la sua carriera soprattutto sull'edilizia pubblica e si caratterizza per riprendere nelle sue opere il tema della modularità della struttura.
Si sposa con Annarosa Gargani (1923-2003), livornese, che gli darà due figli: Enrico (1952) e Laura (1956), con i quali andrà a vivere in una delle case da lui progettate in V. Rustichello a Pisa
Frequenta inoltre la scuola d'arte, imparando qui a scolpire il legno, hobby che lo farà apprezzare molto.
Negli anni cinquanta è chiamato a far parte del gruppo di architetti incaricati del progetto della nuova Larderello, realizzando oltre alla caserma in viale San Marco nelle vicinanze del villaggio industriale, alla mensa e la foresteria per i dipendenti non residenti; il palazzo degli Uffici della società (1955-1958) con la direzione dei lavori dell'ingegnere Renato Volponi.

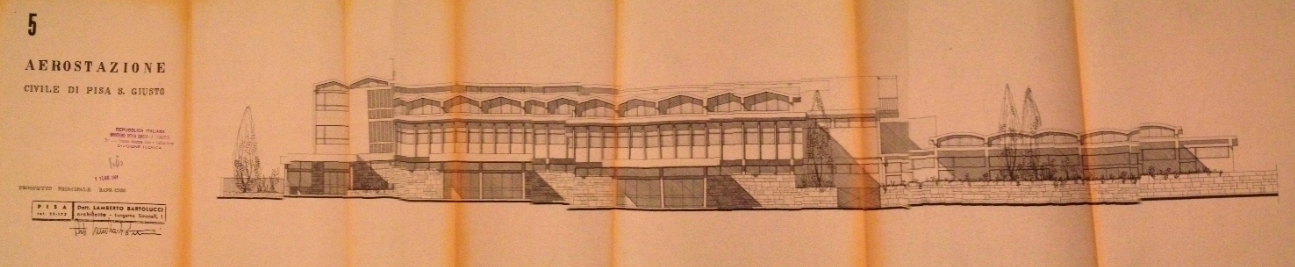
Progetto dell'aerostazione San Giusto a Pisa dell'architetto Lamberto Bartolucci

Sicuramente fra i progetti più importanti realizzati dall'architetto Bartolucci spiccano Aeroporto di Pisa-San Giusto e il palazzo per gli affari (La Borsa) di Pisa, attuale Camera di Commercio.
Altri progetti nell'edilizia pubblica che lo vedono autore sono il Palazzo Attias a Livorno e la chiesa della tenuta di San Rossore.
Purtroppo la brillante ed intensa carriera di Lamberto Bartolucci termina molto presto a causa della prematura morte nel 1963.